# Reflexión (informática)
En informática, reflexión (o reflexión computacional) es la capacidad que tiene un programa para observar y opcionalmente modificar su estructura de alto nivel.
Normalmente, la reflexión es dinámica o en tiempo de ejecución, aunque algunos lenguajes de programación permiten reflexión estática o en tiempo de compilación. Es más común en lenguajes de programación de alto nivel ejecutándose sobre una máquina virtual, como Smalltalk o Java, y menos común en lenguajes como C.
En un sentido más amplio, la reflexión es una actividad computacional que razona sobre su propia computación.
Cuando el código fuente de un programa se compila, normalmente se pierde la información sobre la estructura del programa conforme se genera el código de bajo nivel (normalmente lenguaje ensamblador). Si un sistema permite reflexión, se preserva la estructura como metadatos en el código generado. Dependiendo de la implementación, el código con reflexión tiende a ser más lento que el que no lo tiene.
En los lenguajes que no distinguen entre tiempo de ejecución y tiempo de compilación (como las distintas variantes de Lisp), no hay diferencia entre compilación o interpretación de código y reflexión.

## Implementación
Un lenguaje con reflexión proporciona un conjunto de características disponibles en tiempo de ejecución que, de otro modo, serían muy difícilmente realizables en un lenguaje de más bajo nivel. Algunas de estas características son las habilidades para:
- Descubrir y modificar construcciones de código fuente (tales como bloques de código, clases, métodos, protocolos, etc.) como objetos de "categoría superior" en tiempo de ejecución.
- Convertir una cadena que corresponde al nombre simbólico de una clase o función en una referencia o invocación a esa clase o función.
- Evaluar una cadena como si fuera una sentencia de código fuente en tiempo de ejecución.

## Ejemplos

### Python
```
# sin reflexión

Foo
()
.
bar
()

# usando reflexión.

getattr
(
globals
()[
'Foo'
](),
 
'bar'
())

```

### C#
```
// Con reflexión

// Usando GetType para obtener información del tipo:

int
 
i
 
=
 
24
;

System
.
Type
 
tipo
 
=
 
i
.
GetType
();

System
.
Console
.
WriteLine
(
tipo
);

El
 
resultado
 
sería
:
 

System
.
Int32

```

### PHP
Abajo un ejemplo con PHP:
```
// sin reflexión

$foo
 
=
 
new
 
Foo
();

$foo
->
hello
();

// con reflexión, usando la API de reflexión

$reflector
 
=
 
new
 
ReflectionClass
(
'Foo'
);

$foo
 
=
 
$reflector
->
newInstance
();

$hello
 
=
 
$reflector
->
getMethod
(
'hello'
);

$hello
->
invoke
(
$foo
);

// con reflexión, usando la retro llamada

$foo
 
=
 
new
 
Foo
();

call_user_func
(
array
(
$foo
,
 
'hello'
));

// con reflexión, usando la sintaxis de variables

$className
 
=
 
'Foo'
;

$foo
 
=
 
new
 
$className
();

$method
 
=
 
'hello'
;

$foo
->
$method
();

```